# Maibohm Model A
Der Maibohm Model A war ein sportlicher Vierzylinder-Personenwagen der US-amerikanischen unteren Mittelklasse. Hersteller des 1916–1918 für die Modelljahre 1917 und 1918 gebauten Automobils war die Maibohm Motors Company.

## Maibohm Motors Company
Model A war bei seiner Einführung Ende 1916 das einzige Angebot des Herstellers aus Racine (Wisconsin). 1918 wurde ihm der Sechszylinder Maibohm Model B als größere Baureihe zur Seite gestellt. Die Produktion des Model A endete im gleichen jahr ohne direkten Nachfolger. Maibohm Motors erlebte in der Silvesternacht 1918 eine Feuersbrunst und produzierte ab 1919 den überarbeiteten Sechszylinder als Model B-6 in neuen Anlagen in Sandusky (Ohio). Das Unternehmen wurde im Mai 1922 von seinen Gläubigern übernommen. Diese bildeten mit der Courier Motors Company eine Auffanggesellschaft, deren einziges Produkt der Courier Model D war. Courier Motors geriet 1923 in die Insolvenz und musste schließen.

### Markt
Mit Preisen zwischen US$ 595.- und 1095.- wurde der Maibohm Model A in ein Marktsegment konzipiert, das durch den Ford Modell T dominiert wurde und in dem viele weitere Hersteller ums Überleben kämpften. In diese Preiskategorie gehörten Modelle von Volumenherstellern wie Chevrolet, Dodge, Auburn, Hupmobile, Metz, Nash, Jordan, Oldsmobile, Reo, Saxon, Studebaker oder Willys-Overland. Es gab zahlreiche Mitbewerber von ähnlicher Größe wie Maibohm, so die Allen Motor Corporation, die Alter Motor Car Company, die Commonwealth Motors Corporation, die Dixie Motor Car Company mit dem Dixie Flyer, die Hackett Motor Car Company oder die Inter-State Automobile Company mit ihrem Model T, um nur einige zu nennen.
Mit einem leichter konstruierten und preisgünstigeren Sportwagen hatte die Grant Motor Car Company bereits 1913 ein ähnliches Konzept wie Maibohm verfolgt, dieses aber etwa zur Zeit der Einführung des Model A zugunsten größerer Modelle wieder aufgegeben. Auch Scripps-Booth und die Dile Motor Car Company waren in diesem Segment aktiv, scheiterten aber mit ihren nach Cyclecar-Kriterien leicht gebauten, aber größer dimensionierten Sportwagen. Alle diese kleineren Hersteller ohne USA-weit ausgebautes Händlernetz waren notgedrungen regional ausgerichtet. Zu den gelisteten Verkaufspreise kamen teilweise sehr hohe Transportkosten, die im unteren Marktsegment schnell die Hälfte des Kaufpreises übersteigen konnten, wie auch eine große Distanz zur Vertragswerkstatt. Beides waren schwere Handicaps, die nicht wenige Anbieter zum Aufgeben zwangen, als die Nachkriegsrezession die USA traf.
Maibohm konnte die Verkaufspreise weitgehend halten; nur der Roadster erfuhr für 1918 einen kräftigen Aufschlag.

#### Mitbewerber (Auswahl)
In der nachfolgenden Liste sind einige vergleichbare Modelle anderer Hersteller aufgeführt. Unter den Dutzenden Marken musste eine Auswahl getroffen  werden.
Ford, Chevrolet, Dodge und Overland gehörten zu den damaligen Marktführern, Hupmobile, Jeffery / Nash und Metz
waren mittelgroße und recht bekannte Anbieter, während Inter-State ein Beispiel für einen ähnlich kleinen Automobilbauer ist.
| Marke        | Modell             | Karosserie                       | Motor            | Leistung bhp/kW | Radstand in./mm | Listenpreis US$ | Bemerkung                                                                     |
| ------------ | ------------------ | -------------------------------- | ---------------- | --------------- | --------------- | --------------- | ----------------------------------------------------------------------------- |
| Chevrolet    | 490                | Roadster 2 Plätze, 1 Tür         | R4, ohv          | 26/19           | 102/2591        | 490.-           | Modell 1916. 21,75 HP N.A.C.C. wie H                                          |
| Chevrolet    | H-2 Royal Mail     | Roadster 2 Plätze                | R4, ohv          | 26/19           | 106/2692        | 720.-           | Modell 1916. 21,75 HP N.A.C.C. wie 490                                        |
| Chevrolet    | H-2½ Royal Mail    | Turtledeck Roadster 2 Plätze     | R4, ohv          | 26/19           | 106/2692        | 750.-           | Modell 1916. 21,75 HP N.A.C.C. wie 490                                        |
| Dodge        | Model 30-35        | Roadster 2 Plätze                | R4, sv Dodge     | 35/26,1         | 110/2794        | 785.-           | Modell 1915–1916. Gebaut bis Juli 1916; 212,3 c.i. (3479 cm³); 24 HP N.A.C.C. |
| Dodge        | Model 30-35        | Roadster 2 Plätze Winter Top     | R4, sv Dodge     | 35/26,1         | 110/2794        | 950.-           | Modell 1915–1916. Gebaut bis Juli 1916; 212,3 c.i. (3479 cm³); 24 HP N.A.C.C. |
| Dodge        | Model 30           | Roadster 2 Plätze                | R4, sv Dodge     | 35/26,1         | 114/2896        | 835.-           | Modell 1918–1919. Gebaut ab Juli 1916; 212,3 (3479 cm³); 24 HP N.A.C.C.       |
| Dodge        | Model 30 „Rex“-Top | Rex Roadster 2 Plätze Winter Top | R4, sv Dodge     | 35/26,1         | 114/2896        | 1000.-          | Modell 1917. Gebaut ab Juli 1916; 212,3 (3479 cm³); 24 HP N.A.C.C.            |
| Ford         | Model T            | Roadster 2 Plätze, 1 Tür         | R4, sv           | 20/15           | 100/2540        | 390.-           | Modell 1915/1916 (Messingkühler). 22,5 HP N.A.C.C.                            |
| Ford         | Model T            | Roadster 2 Plätze, 1 Tür         | R4, sv           | 20/15           | 100/2540        | 345.-           | Modell 1916 (Stahlkühler). 22,5 HP N.A.C.C. Preis bis 1918.                   |
| Hupmobile    | Model N            | Roadster 2 Plätze                | R4, sv Hupmobile |                 | 119/3023        | 1085.-          | Modell 1916. 242,9 c.i. (3980 cm³); 22,5 HP N.A.C.C.                          |
| Inter-State  | Model T            | Roadster 2 Plätze                | R4, ohv Beaver   | 31/23,1         | 110/2794        | 850.-           | Modelle 1916–1917; 1918: $ 875.-. 19,6 HP N.A.C.C.                            |
| Jeffery      | Four Model 462     | Roadster 3 Plätze                | R4, sv Buda      | 40/             | 116/2946        | 1000.-          | Modell 1916.                                                                  |
| Metz Company | Model 25           | Roadster 2 Plätze                | R4, sv           | 25/18,6         | 108/2743        | 600.-           | Modell 1916. Touring 5-pl. zum gleichen Preis                                 |
| Overland     | Model 75           | Roadster 2 Plätze                | R4 Overland      | 25/18,6         | 104/2417        | 595.-           | Modell 1916.                                                                  |
| Overland     | Model 83           | Roadster 2 Plätze                | R4 Overland      | 35/26,1         | 106/2692        | 750.-           | Modell 1916                                                                   |
| Overland     | Model 83           | Roadster 2 Plätze Winter Top     | R4 Overland      | 35/26,1         | 106/2692        | 875.-           | Modell 1916.                                                                  |

## Technik

### Motor
Der wassergekühlte Vierzylindermotor ist eine als L-head, also mit „stehenden“ Ventilen, ausgeführte Eigenkonstruktion. Die für die Besteuerung bedeutsame Bohrung beträgt 3⅛ Zoll, der Kolbenhub 4 Zoll. Der Hubraum wird mit 122,7 c.i. (2011 cm³) angegeben.  Die Kurbelwelle ist zweifach gelagert. Die Leistung beträgt 17 bhp (12,7 kW). Das N.A.C.C.-Rating liegt bei 15,63 HP. Die Motorschmierung erfolgt als Schleuderschmierung mit Ölpumpe. Eine einfache Zündanlage mit Batterie und die Kühlung als Thermosiphon-System, das ohne Druck arbeitet, sind zeit- und klassentypisch. Für die Gemischbildung wurde ein Zenith-Vergaser verwendet, der möglicherweise in den USA von einem Lizenznehmer beschafft wurde.

### Kraftübertragung
Die Kraftübertragung erfolgt über eine Trockenscheibenkupplung auf ein Dreiganggetriebe. Zunächst wurde eine Hinterachse mit Kegelrad-Differential und einer Übersetzung von 4,0 : 1 verwendet. 1918 wurde umgestellt auf ein spiralverzahntes Kegelrad und eine Hinterachsübersetzung von 4,25 : 1.

### Fahrgestell und Aufhängung
Zum Fahrgestell gibt es wenig Angaben. Zeittypisch war eine Ausführung als Preßstahl-Leiterrahmen mit zwei gekröpften Längsträgern und mehreren (meist vier oder fünf) Traversen. Torsion tubes (Rundstäbe als Streben am vorderen und hinteren Ende des Fahrgestells) hat es Abbildungen zufolge nicht gegeben. Ebenfalls zeittypisch sind die Starrachsen vorn und hinten. Die Hinterachse war im Modelljahr 1917 „dreiviertelschwebend“ ausgeführt und 1918 „freischwebend“. Belegt sind ferner Halbelliptik-Blattfedern an der Hinterachse. Zur Federung der Vorderachse fehlen Angaben. Model B / B-6 hatte die üblichen vorderen Halbelliptik-Blattfedern und es ist sehr wahrscheinlich, dass diese bereits im Model A verwendet wurden. Zu den Bremsen fehlen Angaben. Es ist aber anzunehmen, dass sowohl Betriebs- wie auch Hilfsbremse wie beim Model B-6 auf die Bremstrommeln an der Hinterachse wirkten. Vorderradbremsen setzten sich erst nach 1925 auf breiter Front durch.
Der Maibohm Model A erhielt ab Werk Holzspeichen-Artillerieräder mit 30×3½ Zoll Reifen und, soweit auf Illustrationen sichtbar, abnehmbarem Radkranz.
Der Radstand beträgt 105 Zoll (2667 mm).
Wie Ford verzichtete auch Maibohm auf Fahrgestellnummern; dazu diente gleichzeitig die Motornummer. Beim Model A war dies eine maximal dreistellige Ziffer mit einem Wert zwischen 1 und 500. Die Plakette ist auf der linken Seite des Motorblocks angebracht.

### Karosserien und Modellübersicht
Die Herkunft der Karosserien ist nicht belegt, doch ist die Annahme nicht weit hergeholt, dass Maibohm als vormaliger Kutschenbauer dafür eingerichtet war. Das übliche Vorgehen war, eine Struktur aus gelagertem Hartholz mit Stahlblech-Paneelen zu beplanken. Wie erwähnt, gab es nur zweisitzige Ausführungen. Gelistet wurden:
| Typ                         | Bj.  | Motor         | B × H in./ mm        | Hubraum c.i./cm³ | Leistung bhp/kW | Radstand          | Karosserie           | Listenpreis US$ |
| --------------------------- | ---- | ------------- | -------------------- | ---------------- | --------------- | ----------------- | -------------------- | --------------- |
| Model A 15,63 HP (N.A.C.C.) | 1917 | R4 sv Maibohm | 3⅛ × 4 82,55 × 101,6 | 122,7/2011       | 17/12,7         | 105 in (2.667 mm) | Roadster 2 Pl.       | 595             |
| Model A 15,63 HP (N.A.C.C.) | 1917 | R4 sv Maibohm | 3⅛ × 4 82,55 × 101,6 | 122,7/2011       | 17/12,7         | 105 in (2.667 mm) | Roadster-Coupé 2 Pl. | 865             |
| Model A 15,63 HP (N.A.C.C.) | 1917 | R4 sv Maibohm | 3⅛ × 4 82,55 × 101,6 | 122,7/2011       | 17/12,7         | 105 in (2.667 mm) | Coupé 2 Pl.          | 1.095           |
| Model A 15,63 HP (N.A.C.C.) | 1918 | R4 sv Maibohm | 3⅛ × 4 82,55 × 101,6 | 122,7/2011       | 17/12,7         | 105 in (2.667 mm) | Roadster 2 Pl.       | 795             |
| Model A 15,63 HP (N.A.C.C.) | 1918 | R4 sv Maibohm | 3⅛ × 4 82,55 × 101,6 | 122,7/2011       | 17/12,7         | 105 in (2.667 mm) | Roadster-Coupé 2 Pl. | 865             |
| Model A 15,63 HP (N.A.C.C.) | 1918 | R4 sv Maibohm | 3⅛ × 4 82,55 × 101,6 | 122,7/2011       | 17/12,7         | 105 in (2.667 mm) | Coupé 2 Pl.          | 1.095           |

## Produktion
Die Produktionszahlen finden sich im Standard Catalogue of American Cars 1805–1942. Nach dieser Quelle entstanden im Modelljahr 1917 828 Fahrzeuge (inklusive bereits Ende 1916 fertiggestellte Fahrzeuge) und 1918 615 Fahrzeuge (inklusive Model B). Die Produktionszahlen für das Model A lassen sich daher nicht exakt festlegen; die Zahl ist aber folgerichtig höher als 828 und niedriger als 1443. Diese Erkenntnis kollidiert allerdings mit den Fahrgestell- resp. Motornummern, die für dieses Modell nur von 1 bis 500 reserviert waren.